# 새뮤얼 삼수마나

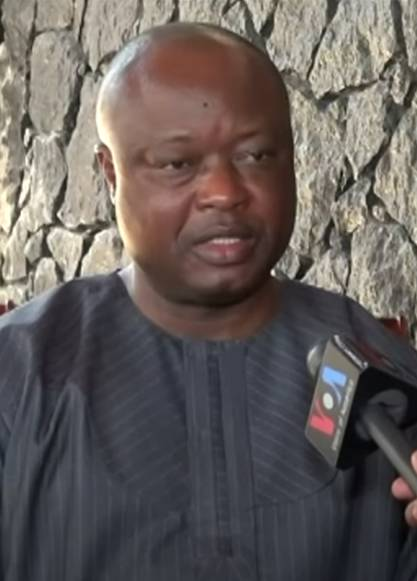

알하지 사흐르 새뮤얼 삼수마나(Alhaji Sahr Samuel Tamba Sam-Sumana, 1962년 4월 7일 ~ )는 시에라리온의 정치인이다. 2007년 9월 17일부터 시에라리온의 부통령직을 맡고 있다.